# ジョン・ブラックウッド・マキュアン
サー・ジョン・ブラックウッド・マキュアン（Sir John Blackwood McEwen 1868年4月13日 - 1948年6月14日）は、スコットランドの作曲家、教育者。

## 生涯
マキュアンはホーイックに生まれた。グラスゴーにおいて最初の手ほどきを受けた後、彼はロンドンの王立音楽アカデミーでエベニーザー・プラウト、フレデリック・コーダー、トバイアス・マッセイに師事した。その後スコットランドへと戻った彼は、グリーノックやグラスゴーで合唱指導者、教師を務めた。彼は王立音楽アカデミーに招かれて1898年から1924年には和声学と作曲の教授となり、1924年から1936年には学長の地位に就いた。
マキュアンはコーダー、マッセイと共同で1905年に英国作曲家協会を設立し、また音楽家団体法人の代表も務めた。
彼は1931年にナイトに叙されており、1948年にロンドンにおいて80年の生涯を閉じている。
マキュアンにはキャサリン（Catharine）という妻がおり、2人にはジョン（John 作曲家）とアナベル（Annabel）という子どもと、孫のジョン（作家）、ジャック・エチュ（Jacques Hetu 作曲家）、ソフィア・ルイズ（Sofia Ruiz ヴァイオリニスト）、ジョゼフ（Joseph 作曲家）そしてアラステアー・マキュアン（Alastair-）がいた。曾孫の中で著名な人物には、モントリオールのステファン・テトロール（Stephane Tetrault チェリスト）とロンドンのエムジュ・マキュアン（ヴァイオリニスト）がいる。

## 音楽
マキュアンは故郷ガロウェイに関する管弦楽作品で最も知られる。「A Solway Symphony」（1909年）、「Hills o' Heather」や「Where the Wild Thyme Blows」（1918年）である。彼の「Three Border Ballads」は『Grey Galloway』（1908年）、『The Demon Lover』（1906年-1907年）、『Coronach』（1906年）がある。他の作品にはジョン・ミルトンの頌歌「On the Morning of Christ's Nativity」につけた同名の讃美歌がある。彼は1901年にライオネル・ターティスの求めに応じてヴィオラ協奏曲を作曲しているほか、19曲の弦楽四重奏曲（うち、番号が振られているのは17曲）を50年以上（1893年-1947年）にわたって書き続けた。
マキュアンは「変化話法 inflected speech」という用語を生み出し、1943年にマーガレット・フォーブズ（Margaret Forbes）に基づいて作曲した「変化する声とピアノのための14の詩」にこの方法を適用した。これはアルノルト・シェーンベルクのシュプレッヒゲザングと同等のものである。
マキュアンの音楽にはスコットランドの民族音楽、シベリウス、ワーグナーからの影響が顕著である。例えば、「A Solway Symphony」の第3楽章では『ジークフリートのラインの旅』からの強い影響が見られる。しかし、彼の音楽の大半には他の作曲家の影響をさほど認めることは出来ない。彼はスコットランドの民族音楽を取り入れようとした、スコットランドのルネッサンス の先駆者であったと思われるが、その民族音楽への接し方は感傷的なものではなかった。
しかしながら、マキュアンは多くの音楽作品を手がけており、記録に残っていながらも演奏される機会のないまま無視された状態となっている。グローヴの事典（1954年版）では、彼は「同時代のイギリスの中で、おそらく最もひどく無視されている作曲家」と記されている。しかし、自分の作品に対して聴衆の関心を向けさせることに全く無頓着だった彼自身も、このような状況に陥った原因の一端を担っているのである。
1990年代初頭に、主にモーレイ・ウェルシュ（Moray Welsh）の演奏によってなされた2つの録音によって、マキュアンは新しい世代の聴衆に知られ始めている。より最近では、Chilingirian四重奏団が彼の弦楽四重奏曲から10曲を録音した。また、1990年代には彼の孫息子のジョセフと曾孫娘のエムジュが、ヨーロッパや北アメリカを巡るオーケストラや四重奏団のツアーにおいて彼の知られざる作品の多くを演奏して周り、彼の楽曲の知名度向上に貢献した。後期の弦楽三重奏曲にも未録音のままとなっているものがある。

## 弦楽四重奏曲第2番と交響曲イ短調
マキュアンの「交響曲 イ短調」（1892年-1898年）は、出版社が原曲の形での出版を拒否しながらも、弦楽四重奏としてであればより好評を得られやすいだろうと彼に伝えていた。彼は助言を受け入れて言われたとおりに改定を施し、出来上がった「弦楽四重奏曲第2番 イ短調」はよく知られる作品となった。
近年に至るまでこの曲は元となった交響曲の形ではなく、弦楽四重奏曲として演奏されるのが常であった。しかしながら、指揮者でチェリストのアラスデアー・ミッチェル（Alasdair Mitchell）が最近になって交響曲としての復活演奏を行った。彼はエディンバラ・セカンダリー・スクール管弦楽団と泊り込みの作業で準備を行い、2008年8月16日にエディンバラ・セントラル・ホールでこれを演奏した。
弦楽四重奏曲「Threnody」は、2007年にグラスゴーを拠点とする音楽家のゴードン・リグビー（Gordon Rigby）によって弦楽オーケストラ編曲がなされ、スコティッシュ・フィルハーモニック管弦楽団によって2回取り上げられている。総譜およびパート譜はScottish Music Centreより入手可能である。

## 主要作品
舞台作品
- コミック・オペラ 「The Royal Rebel」 3幕形式 （1909年）

管弦楽曲
- 交響詩 「Comala」 （1889年）
- 序曲 「Lanark」 （1890年）
- 組曲 ホ長調 （1893年）
- 組曲 ヘ調 （1893年）
- Overture to a Comedy （1895年）
- 交響曲 イ短調 （1892年–1898年）
- Three Border Ballads （1906年–1908年）

1. Coronach （1906年）
2. The Demon Lover （1906年–1907年）
3. Grey Galloway （1908年）

- 交響曲第5番 嬰ハ短調 「Solway 」 （1911年） 【演奏例】
- 弦楽オーケストラのための舞踏音楽 「The Jocund Dance」 （1920年、1927に管弦楽編曲）原曲は弦楽四重奏曲
- 弦楽オーケストラのための 「Suite of Old National Dances」 （1924年）原曲は弦楽四重奏曲
- 「前奏曲」 （1925年）
- 前奏曲 「Where the Wild Thyme Blows」 （1936年）
- 室内オーケストラのための 「Overture di ballo」 （1936年）
- 弦楽オーケストラのための組曲 （1936年）

1. Prelude
2. What the Cello Said
3. Der kleine Meister (The Little Masters)
4. Orientale
5. Scherzo

- 弦楽オーケストラのための組曲 ハ長調 （1941年）
- 弦楽オーケストラのための組曲 ニ長調 （1941年）
- 弦楽オーケストラとハープのための 「Suite "Ballet de Lilliput"」

協奏曲
- ヴァイオリン協奏曲 （1901年）
- チェロと管弦楽のための回想 「Hills o' Heather」 （1918年）
- ヴァイオリンと管弦楽のためのスコットランド狂詩曲 「Prince Charlie」 （1924年、1941年に管弦楽編曲）原曲はヴァイオリンとピアノのための楽曲

室内楽曲
- 弦楽四重奏曲 ヘ長調 （1893年）
- 弦楽四重奏曲 ヘ短調 （1893年）
- 弦楽四重奏曲第1番 へ調 （1893年）
- 弦楽四重奏曲第2番 イ短調 （1898年） 1903年出版
- 2つのヴァイオリン、ヴィオラ、チェロ、ピアノと打楽器のための朗唱音楽 「Graih My Chree」 （1900年）
- 弦楽四重奏曲第3番 ホ短調 （1901年）
- ヴァイオリンとピアノのための 「6 Highlands Dances」 （1902年）
- 弦楽四重奏曲第4番 ハ短調 （1905年）
- 弦楽五重奏曲 ホ短調 「Phantasy-Quintet」 （1911年）
- 2つのヴァイオリン、ヴィオラとチェロのための7つのバラード 「Nugae」（弦楽四重奏曲第5番） （1912年）

1. Lament in G minor
2. March of the Little Folk in E♭ major
3. Peat Reek in G minor
4. Scherzino in G minor
5. Humoresque in A
6. The Dhu Loch in D
7. Red Murdoch in G minor

- 弦楽四重奏曲第6番 イ長調 「ビスケー」 (1913年)　第8番として出版される 【演奏例】

1. Le phare (The Lighthouse)
2. Les dunes (The Dunes)
3. La racleuse (The Oyster-Raker)

- ヴァイオリンソナタ第1番 変ホ長調 （1913年）
- ヴァイオリンソナタ第2番 ヘ短調 （1913年–1914年）
- ヴァイオリンとピアノのための 「2つの詩曲」 （1913年）

1. Breath o' June; also for viola and piano
2. The Lone Shore

- ヴァイオリンソナタ第3番 ト調 （1913年）
- 弦楽四重奏曲第7番 「Threnody」 （1916年） 第9番として出版される
- ヴァイオリンソナタ第4番 イ長調 「ちいさなソナタ」（第4番） （1917年）
- 弦楽四重奏曲第8番 変ホ長調 （1918年）
- 弦楽四重奏曲第9番 ロ短調 （1920年）
- 2つのヴァイオリン、ヴィオラとチェロのための舞踏音楽 「The Jocund Dance」（弦楽四重奏曲第10番） （1920年）弦楽オーケストラ版もあり
- ヴァイオリンとピアノのための 「Martinmas Tide」ト短調 （1921年）
- ヴァイオリンソナタ第5番 「ソナタ・ファンタジア」 （1921年）
- 弦楽四重奏曲第11番 ホ短調 （1921年）
- ヴァイオリンとピアノのためのスコットランド狂詩曲 「Prince Charlie」 （1924年）ヴァイオリンと管弦楽のための編曲もあり
- 弦楽四重奏曲第12番 「Suite of Old National Dances」 （1924年）弦楽オーケストラ版の原曲
- 弦楽四重奏曲第13番 ハ短調 （1928年）
- ヴァイオリンソナタ第6番 （1929年）
- 弦楽四重奏曲第14番 ニ短調 （1936年）
- 弦楽四重奏曲第15番 「スコティコ（Scotico）旋法による小さな四重奏」 （1936年）
- 弦楽四重奏曲題16番 「Quartette provençale」 （1936年）
- ピアノ三重奏曲第2番 イ短調 （1937年）管弦楽のための前奏曲「Where the Wild Thyme Blows」（1936年）に基づく
- ヴァイオリンとピアノのための 「Improvisations provençales」 （1937年）
- 2つのヴァイオリンのための 「5つの前奏曲と1つのフーガ」 （1939年）ヴァイオリンとピアノ版（1942年）
- フルート、オーボエ、クラリネット、ホルンとファゴットのための 「Under Northern Skies」 （1939年）
- ヴァイオリンソナタ第7番 イ短調 （1941年）
- 6つのピアノ付き三重奏曲 「Pericula」 （1943年）
- ピアノ三重奏曲第3番 「ロココ」 （1943年）
- ピアノ三重奏曲第4番 「幻想曲」 （1943年）
- ヴァイオリン、ヴィオラとチェロのための6つの弦楽三重奏曲 「実験 Pericula」 （1943年）
- 2つのヴァイオリン、ヴィオラとチェロのための 「ピーブロック」 （1943年）弦楽四重奏曲第2番 第3楽章の編曲
- 弦楽四重奏曲第17番 ホ長調 「幻想曲」 （1947年）
- オーボエとピアノのための2つの二重奏曲
- ヴァイオリンのためのロマンス
- ヴァイオリンとピアノのための 「5つのスコットランド舞曲」

オルガン曲
- 「祝典行進曲 Festive March」
- 「行進曲 March」

ピアノ曲
- ソナタ ホ短調 （1903年）
- 4つのスケッチ （1909年）

1. 前奏曲
2. クワジ・メヌエット
3. 哀歌
4. ユモレスク

- 4手のための 「バレエ組曲」 （1912年）
- Vignettes from La Côte d'Argent （1918年）

1. Petite Chérie (Little Darling)
2. Les Hirondelles (The Swallows)
3. Pantalon rouge (Red Trousers)
4. Crépuscule du soir mystique (Mystical Twilight)
5. La Rosière (The Motorboat)

- ソナタ ト短調 （1918年）
- 3つの前奏曲 （1920年）

1. A White Naiad in a Rippling Stream
2. A Rapt Seraph in a Moonlight Beam
3. The Dew by Fairy Feet Swept from the Green

- On Southern Hills, 3 Sketches from Provençe （1938年）

1. White Oxen
2. Drifting Clouds
3. L'improvisadou (The Improvisatore)

- 「バレエ組曲」 （1938年）

1. La Senorita
2. Intermezzo
3. Valsette
4. Alla Marcia

- アルマンド
- Phyllis Hallain's Book
- ハ調のソナチナ
- 「冬の詩 A Winter Poem」

声楽曲
- 声楽とピアノのための 「The River」 （1899年）Moore Park詩
- 声楽とピアノのための 「The Vale of Glenariff」 （1899年）Thomas McEwen詩
- 声楽とピアノのための 「Brevity」 （1905年）Constance Travers詩
- 声楽とピアノのための 「Here's a Flower for Your Grave」 （1905年） Justin Huntly McCarthy詩
- 声楽とピアノのための 「Love's But a Dance」 （1905年） Henry Austin Dobson詩
- 声楽とピアノのための 「A Roundel of Rest」 （1905年） アーサー・シモンズ詩
- 声楽とピアノのための 「3つの歌曲」 （1906年）ポール・ヴェルレーヌ詩、A. Wingate訳

1. Song of Autumn
2. The Wood's Aglow
3. Soleils couchants

- 声楽とピアノのための 「Sleep, Little Blossom」 （1909年） アルフレッド・テニスン詩
- 声楽とピアノのための 「The Gauger」 （1911年） J. Meade Falkner詩
- 変化する声とピアノのための 「14の詩」 （1943年） Margaret Forbes詩
- 声楽とピアノのための 「Day by Day」
- 声楽と管弦楽のための 「England, My England」 William Ernest Henley詩
- 声楽とピアノのための 「Love's Remembrance」
- 声楽とピアノのための 「The Birds Lullaby」 Pauline Johnson詩

合唱曲
- テノール、混声合唱と管弦楽のための神聖なカンタータ 「The Vision of Jacob」 （1892年） Thomas McEwen詩
- 女声合唱と管弦楽のための 「A Scene from Hellas」 （1895年、1947年改定) パーシー・ビッシュ・シェリー詩
- 女声合唱とピアノのためのカンタータ 「A Day in Spring」 （1898年） Thomas McEwen詩
- 女声合唱とピアノのための2部形式歌曲 「Evening」 （1898年）
- 合唱と管弦楽のための 「The Last Chantey」 （1898年） ラドヤード・キップリング詩
- 女声合唱のための2部形式歌曲 「Morning Greeting」 （1898年）
- 女声合唱とピアノのための2部形式歌曲 「Slumber Song」 （1898年）
- 混声合唱とピアノのための4部形式歌曲 「Weep No More」 （1902年） ジョン・フレッチャー詩
- 4部形式歌曲 「Charm Me Asleep」 （1903年） Robert Herrick詩
- 4部形式歌曲 「Let Me the Canakin Clink」 （1903年） ウィリアム・シェイクスピアの「オセロ」より
- 収穫への賛歌 「O That Men Would Praise the Lord」 （1903年）
- ソプラノ、合唱と管弦楽のための頌歌 「Hymn on the Morning of Christ's Nativity」 （1905年） ジョン・ミルトンの「On the Morning of Christ's Nativity」より
- 混声合唱とピアノのための4部形式歌曲 「Troll the Bowl」 （1905年） Thomas Dekker詩
- 混声合唱とピアノのための4部形式歌曲 「Allen-a-Dale」 （1907年） ウォルター・スコット詩
- 混声合唱とピアノのためのパート・ソング 「The Links o' Love」 （1909年） Andrew Wanless詩
- 合唱と木管オーケストラのための 「Three Scenes from the Empire Pageant at the Cristal Palace, 1910」 （1909年）
- パート・ソング 「The Wind in the Chimney」 （1911年） Bret Harte詩
- 女声合唱とピアノのための2部形式歌曲 「Autumn Song」 （1912年）
- 混声合唱とピアノのための 「The Garland」
- アカペラによる混声合唱のための 「Psalm 24: Chorus and "Lift Up Your Hearts"」
- 女声合唱とピアノのための 「6つの2部形式の歌曲」
- アカペラによる混声合唱のための 「When through the Piazzetta」

著作
- Exercises on Phrasing in Pianoforte Playing （1908年）
- A Text-Book of Harmony and Counterpoint （1908年）
- A Primer of Harmony for Use in Schools （1911年）
- The Thought in Music: An Enquiry into the Principles of Musical Rhythm, Phrasing and Expression （1912年）
- The Principles of Phrasing and Articulation in Music （1916年）
- The Foundations of Musical Aesthetics, or the Elements of Music （1917年）
- First Steps in Musical Composition （1922年）
- Tempo Rubato, or Time-Variation in Musical Performance （1928年）
- ベートーヴェンのピアノソナタにおける未出版の版への序文 （1932年）